# Aeshnoidea
Aeshnoidea é uma superfamília de libélulas que contém cinco famílias, uma das quais está extinta.

## Famílias

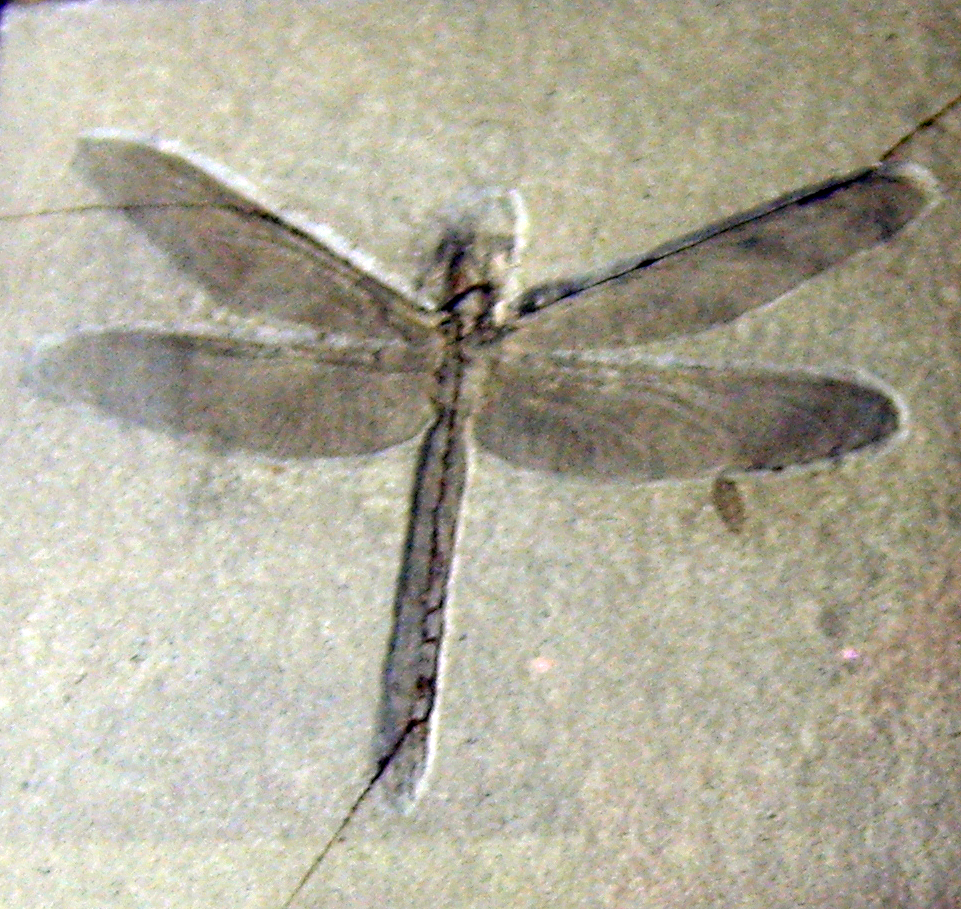
Aeschnogomphus intermedius, um membro da extinta família Aktassiidae, no Museu für Naturkunde, Berlim

A superfamília inclui as seguintes cinco famílias:
- Petaluridae
- Aeshnidae
- Gomphidae
- Austropetaliidae
- Aktassiidae